# Sabrosito
«Sabrosito» es el cuarto episodio de la tercera temporada de la serie de televisión estadounidense de AMC Better Call Saul, la serie derivada de Breaking Bad. El episodio, escrito por Jonathan Glatzer y dirigido por Thomas Schnauz, se emitió el 1 de mayo de 2017 en AMC en Estados Unidos. Fuera de Estados Unidos, se estrenó en el servicio de streaming Netflix en varios países.

## Trama

### Introducción
En una analepsis, Héctor llega a la casa de Don Eladio mientras este está nadando. Presenta a Ximenez (el camionero que Mike roba más tarde y que Héctor ha matado) a Eladio y le dice que ha comprado una heladería en Albuquerque que facilitará la venta de drogas para el cártel, porque Ximenez puede llevar las drogas a través de la frontera mexicana cuando entrega helados a granel y suministros para la tienda. Héctor dice que ha nombrado la tienda por Eladio, «El Griego Guiñador» (Eladio es un nombre en español que significa «El Griego»). También presenta el regalo de un muñeco para la tienda que se parece a Eladio y que es apodado «Sabrosito», así como un gran tributo en efectivo. Juan Bolsa llega entonces con un regalo de Gus, una camiseta de Los Pollos Hermanos, y un tributo en efectivo mucho más grande y mejor empaquetado. Eladio ridiculiza los regalos y el tributo de Héctor, pero dice que las burlas son todas por diversión. Héctor se siente humillado y se enfada tanto que duda en seguir a Eladio a su casa para seguir conversando, pero Juan le recuerda a Héctor que muestre respeto a su jefe.

### Historia principal
Tras el arresto de los conductores de Héctor después de que Mike hiciera que su camión diera positivo por cocaína, Mike vigila la heladería de Héctor y observa la llegada de la policía. Más tarde visita a Stacey y Kaylee en su nueva casa, y niega la observación de Stacey de que él parece nervioso y distraído.
Héctor visita a Los Pollos Hermanos con Nacho y Arturo, e intimidan al personal del restaurante mientras esperan para hablar con Gus. Cuando Gus llega, Héctor exige que Gus empiece a transportar las drogas de Héctor en los camiones de Gus, aparentemente sin darse cuenta de que esta petición juega en las manos de Gus. Víctor más tarde intenta dar el pago de Gus a Mike por haber interrumpido la línea de suministro de drogas de Héctor, pero él se niega a tomar el dinero. Al día siguiente, Gus se disculpa con los empleados de su restaurante y les dice que las personas que los intimidaron el día anterior le habían extorsionado dinero cuando operaba restaurantes en México, pero que él se negó a aceptar sus nuevas demandas. Anuncia que pagará al personal por el día anterior, más 24 horas libres adicionales, además de asesoramiento para cualquiera que necesite ayuda para recuperarse del trauma. Su disculpa, la afirmación de que se niega honorablemente a pagar el dinero de la protección, y la voluntad de compensar al personal los convence.
Después de saber qué compañía de reparaciones tiene Chuck la intención de que arreglen su puerta rota, Kim cancela la cita y Jimmy contrata a Mike para arreglarla. Mike usa la reparación de la puerta como cubierta para fotografiar el interior de la casa de Chuck y documentar sus extrañas condiciones de vida. Después de informar a Jimmy y darle las fotos, Mike le entrega una nota con información que tomó de la agenda de Chuck. Gus llega a la cabina del aparcador  de Mike para hablar con él y quiere saber por qué no aceptó su dinero. Mike explica que atacó la camioneta de Héctor para sí mismo, no para Gus, así que no espera el pago. Gus dice que está interesado en contratar a Mike y este dice que podría estar dispuesto, dependiendo del tipo de trabajo. Gus revela su animosidad hacia Héctor, diciendo que impidió que Mike lo matara porque «una bala en la cabeza habría sido demasiado humana».
Jimmy, Kim, Howard, Chuck y Kyra Hay se reúnen para finalizar la confesión escrita de Jimmy, y este acepta que sea revisada por el Colegio de Abogados de Nuevo México. Después de la reunión, Kim le dice a Chuck que sospecha que tiene una copia de la confesión grabada que Jimmy destruyó cuando entró en la casa de Chuck. Él confirma que tiene el original y planea presentarlo como evidencia en la audiencia del Colegio de Abogados de Jimmy. Kim informa a Jimmy, revelando en el proceso que hacer que Chuck admita la existencia de la segunda cinta era parte de su plan.

## Producción
El título se deriva de la palabra en español «Sabroso» que significa «delicioso».

## Recepción

### Audiencias
Al emitirse, el episodio recibió 1,56 millones de espectadores en Estados Unidos, y una audiencia de 0,6 millones entre adultos de 18 a 49 años.

### Recepción crítica
El episodio recibió aclamación crítica, en Rotten Tomatoes, el episodio tiene una calificación del 100% con un promedio de 8,64/10, basado en 15 reseñas. El consenso del sitio dice: «El episodio «Sabrosito» hace malabares con los hilos de la narración mientras avanza en el arco narrativo general de Better Call Saul y establece los momentos que los fanáticos de Breaking Bad han esperado pacientemente».
Terri Schwartz de IGN le dio al episodio una calificación de 8,5, escribiendo «Gus Fring no es un hombre con el que quieras jugar, como descubrimos en el episodio más reciente de Better Call Saul».